# Giovanni Mammone
Giovanni Mammone (Avellino, 16 luglio 1950) è un magistrato italiano, primo presidente della Corte suprema di cassazione dal 4 gennaio 2018 fino al 19 luglio 2020.

## Biografia
Si è laureato in giurisprudenza all'Università di Roma nel dicembre 1973 con una tesi avente ad oggetto L'autofinanziamento delle imprese industriali in Italia negli anni 1950-1970. È entrato in magistratura nel 1977.
Ha svolto gli incarichi di pretore a Monsummano Terme, giudice presso il Tribunale di Pistoia (1982), pretore del lavoro a Roma (1989). Magistrato addetto all’Ufficio Studi del CSM nel 1991, diventa consigliere di tale organo nel 2002. In Cassazione dal 1998, applicato al massimario, poi consigliere (2007), presidente di sezione (2016, sezione Lavoro), con delega al coordinamento del settore Previdenza e Assistenza. Quindi segretario generale della Suprema Corte.